# Insolvenztabelle
Eine Insolvenztabelle ist ein vom Insolvenzverwalter nach § 175 InsO aufgestelltes Verzeichnis aller angemeldeten und von ihm geprüften Forderungen der Insolvenzgläubiger. Prüfung bedeutet hierbei nicht, dass der Verwalter die angemeldete Forderung per se als begründet feststellt und in die Tabelle aufnimmt. Eine durch einen Gläubiger angemeldete Forderung muss in ihrer Existenz nachgewiesen werden. Dies führt häufig dazu, dass nur Teile der Forderung anerkannt und der Rest bestritten wird. Schätzforderungen ohne jeglichen Nachweis werden vom Verwalter generell nicht anerkannt. Wenn ein Teil oder die gesamte Forderung vom Verwalter bestritten wird, obliegt es dem Gläubiger, entsprechende Nachweise zu erbringen. In diesem Fall ist die Forderung nachträglich festzustellen.
Forderungen, welche nach der Eröffnung des Insolvenzverfahrens begründet worden sind, gehören grundsätzlich nicht dazu, können aber Masseverbindlichkeiten sein.
Das Erscheinungsbild der Insolvenztabelle ist weder genormt noch im Detail definiert, es unterscheidet sich daher in den verschiedenen Bundesländern oder Insolvenzgerichten teilweise erheblich. Zudem unterliegt das Erscheinungsbild einem steten Wandel. Dies führt dazu, dass Programmsysteme für die Erstellung dergestalten Schriftwerks in der Regel eine Vielzahl an entsprechenden Druck-Möglichkeiten enthalten. Der Leser der Tabelle muss sich also entsprechend in die jeweilige Logik eindenken.
Ob und inwieweit die festgestellten Forderungen aus der Insolvenztabelle ausbezahlt werden, wird spätestens zum Abschluss des Insolvenzverfahrens durch die jeweilige Insolvenzquote bestimmt. Dies ist abhängig davon, wie viel Masse vorhanden ist, um die Forderungen der Gläubiger zu befriedigen. Es liegt im Ermessen des Verwalters, auch während des noch laufenden Verfahrens sog. Abschlagsverteilungen vorzunehmen, sofern er der Ansicht ist, dass die vorhandene Masse dies sinnvoll erscheinen lässt. Da der Verwaltungsaufwand und die potentiellen rechtlichen Probleme einer Abschlagsverteilung jedoch häufig sehr groß sind, sind sie eher die Ausnahme. Oftmals können bei Firmeninsolvenzen Forderungen nicht vollumfänglich beglichen werden, da die Insolvenzmasse dafür nicht ausreichend ist. Konkret betroffen sind davon auch die Arbeitnehmer, da die Befriedigung jener offenen Lohnforderungen, die bereits vor Eröffnung eines Insolvenzverfahrens bestanden, dann ebenfalls nur anteilig erfolgt.